# 大気汚染モニタリング

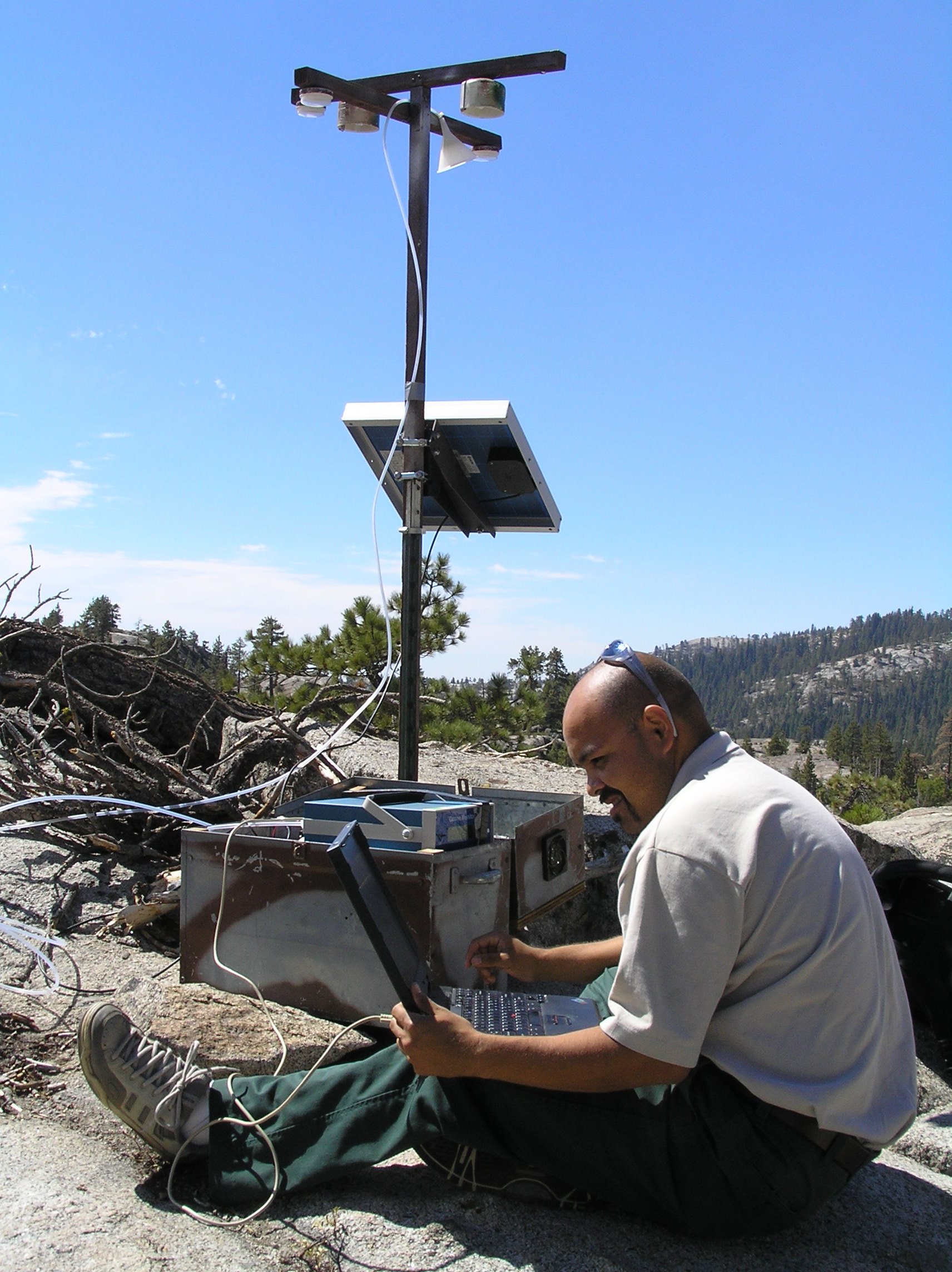
空気質の測定をしている男性

大気汚染モニタリング（たいきおせんモニタリング、英: Air pollution measurement）または大気環境モニタリング（たいきかんきょうモニタリング）とは、大気を収集し、その成分と濃度を測定することで大気汚染を把握することである。初期には雨量計（酸性雨）、リンゲルマンチャート（ばい煙）、デポジットゲージ（粉塵）などが用いられた。現代の測定では、より高度化した機材が多数用いられ、さらに大部分が自動化されている。

## 概要
大気汚染モニタリングは、その汚染度を把握し、またその原因を判定することに役立つ。汚染物質を測定できることは、その汚染物質ごとに基準値を設定することを可能にし、それは客観的かつ定量的な大気のコントロールにつながっている。
世界各国の当局は定期的に大気の状態をモニタリングし、汚染の把握を行っている。こうして得られた情報は、空気質指数（AQI）の算出や大気汚染注意報の発令に使われている。

## 測定手法

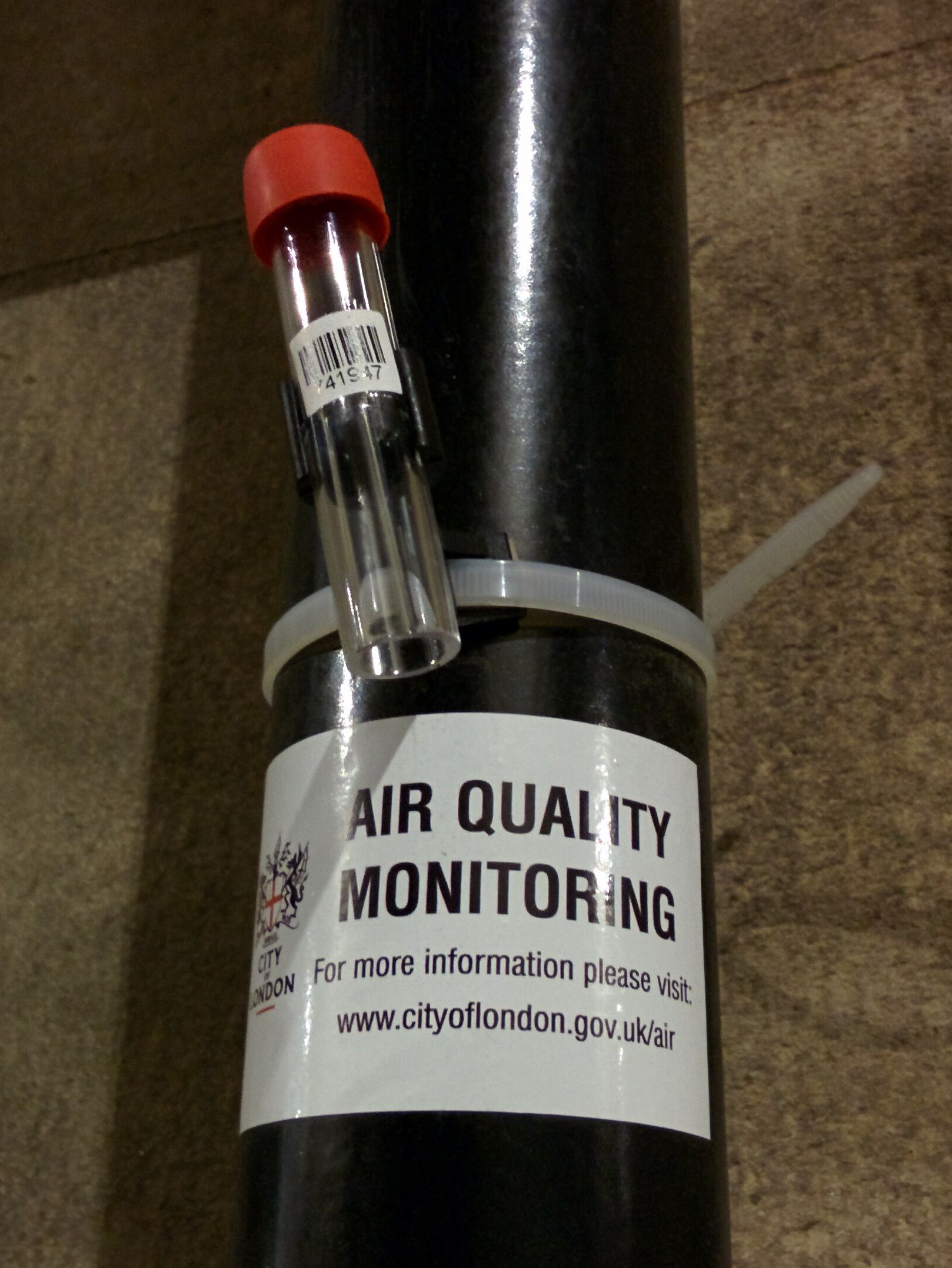
ロンドン市内に設置された二酸化窒素測定用の試験管

### 科学的モニタリング

#### パッシブモニタリング
構造が単純で、低コストという特徴を持つ。試験管のような採取機でサンプルを採取したあと、実験室で分析される。

#### アクティブモニタリング
能動的にサンプリングを行い、また現代においては高度に自動化されている。その場で物理的、あるいは科学的に測定試験が行われる。
例えば大気汚染の測定であれば、光を投射しその波長の吸収率から大気の組成、濃度を判定することができる。

### バイオモニタリング

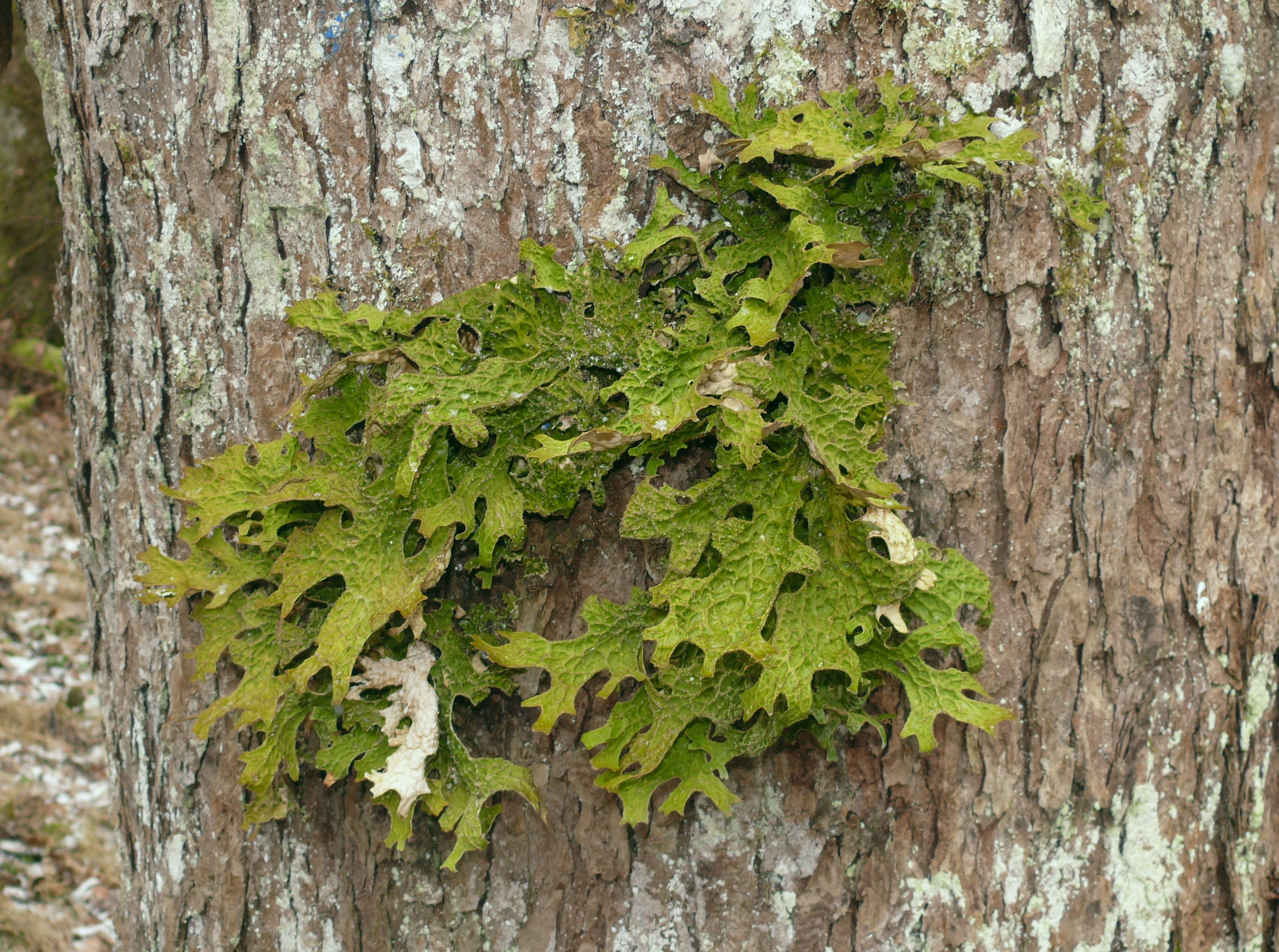
地衣類のLobaria pulmonaria

このモニタリング手法は現代の正確な測定には用いられることはないが、古い時代から用いられた方法の1つである。
地衣類やコケなどの植物は空気の変化に敏感であり、それらを継続的に観察することでその変化を把握することができる。また、イチゴなどの植物も葉に変化が現れやすく、モニタリングに用いられる。

## センサー
大気汚染の測定のためのセンサーおよびセンサーデバイスは、携帯可能な小型のもの、大規模な定置型モニタリングステーション、航空機や宇宙衛星での遠隔モニタリング機器など多くの種類がある。

### 携帯型センサー

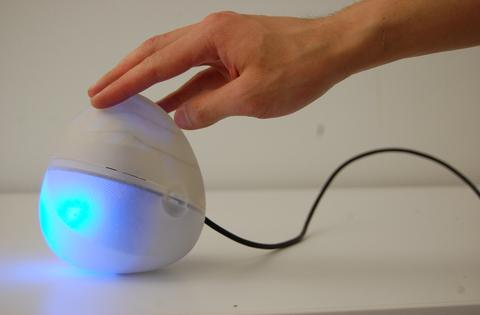
Air Quality Egg。IOTデバイス

精度はそれなりであるが、小型で携帯可能なものである。近年IOTとしての性能を備えた商品が開発され、リアルタイムかつ中程度の精度で、かつネットワーク接続できるため、ビッグデータとしてモニタリングリソースになり得ると見なされている。欧州委員会の共同研究センターによる調査では、このタイプのセンサーを搭載した製品は77社から112種類の商品が市場に提供されている。
パーソナルエアモニターによるデータを利用した調査ではいくつか成果が上がっている。カリフォルニア大学サンディエゴ校の研究グループは、16人の通勤者に携帯型の大気汚染センサーを配りそのデータを解析したところ、建物が大気汚染を閉じ込める「都市の谷」と名付けられた現象を発見した。また、このグループは、バスに乗る乗客の方が車に乗る乗客よりも高い曝露量を持つことを発見している。

### 中型定置センサー

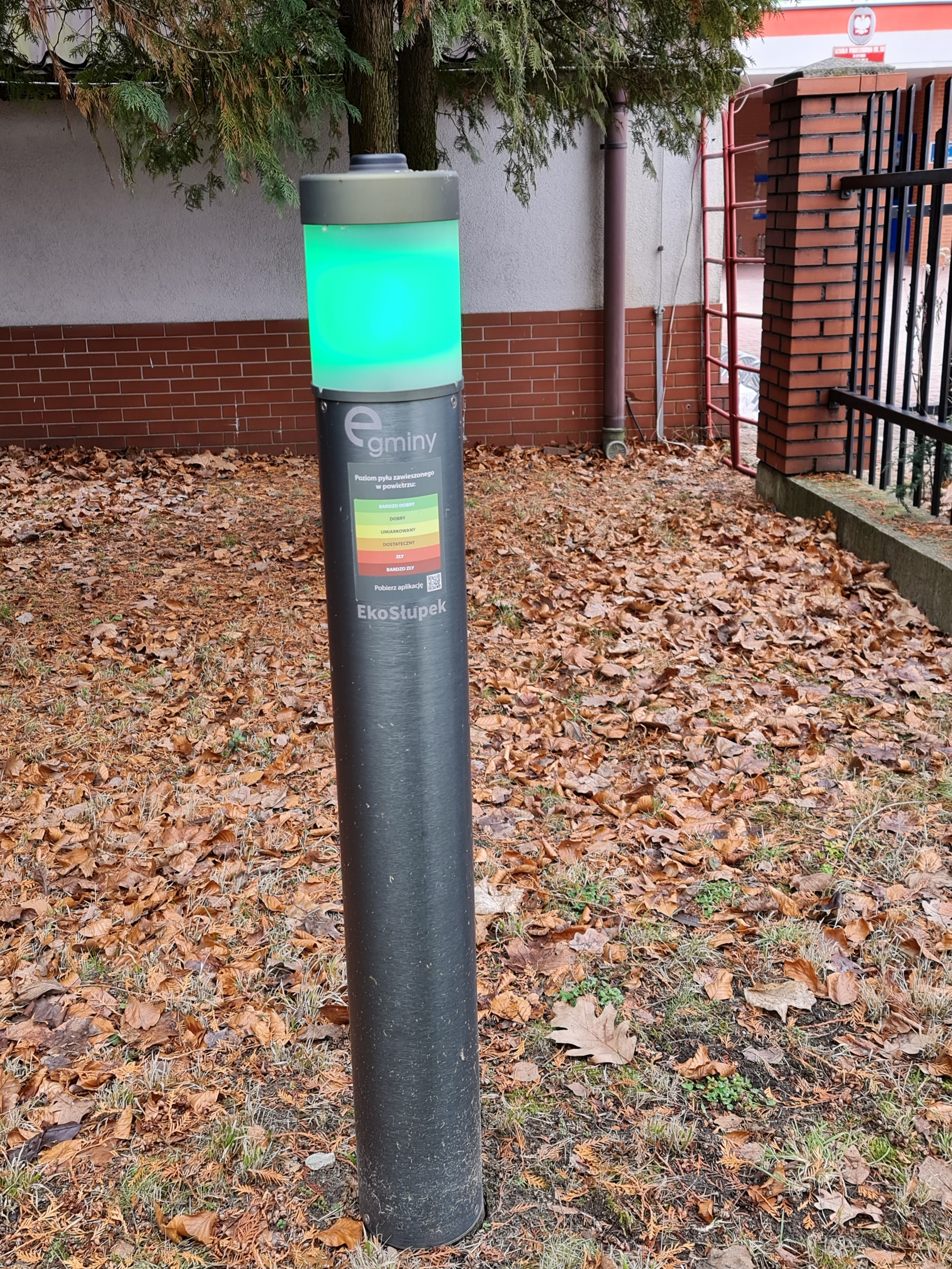
中型定置センサー

特定のポイントの大気を継続的にサンプリングするもの。そこそこの大きさで、高精度モニターに比べると精度は落ちるが、より安価である。バーミンガムなどの交通量の多い駅などには、こうしたモニタリング装置が置かれていることがある。

### 高精度定置センサー

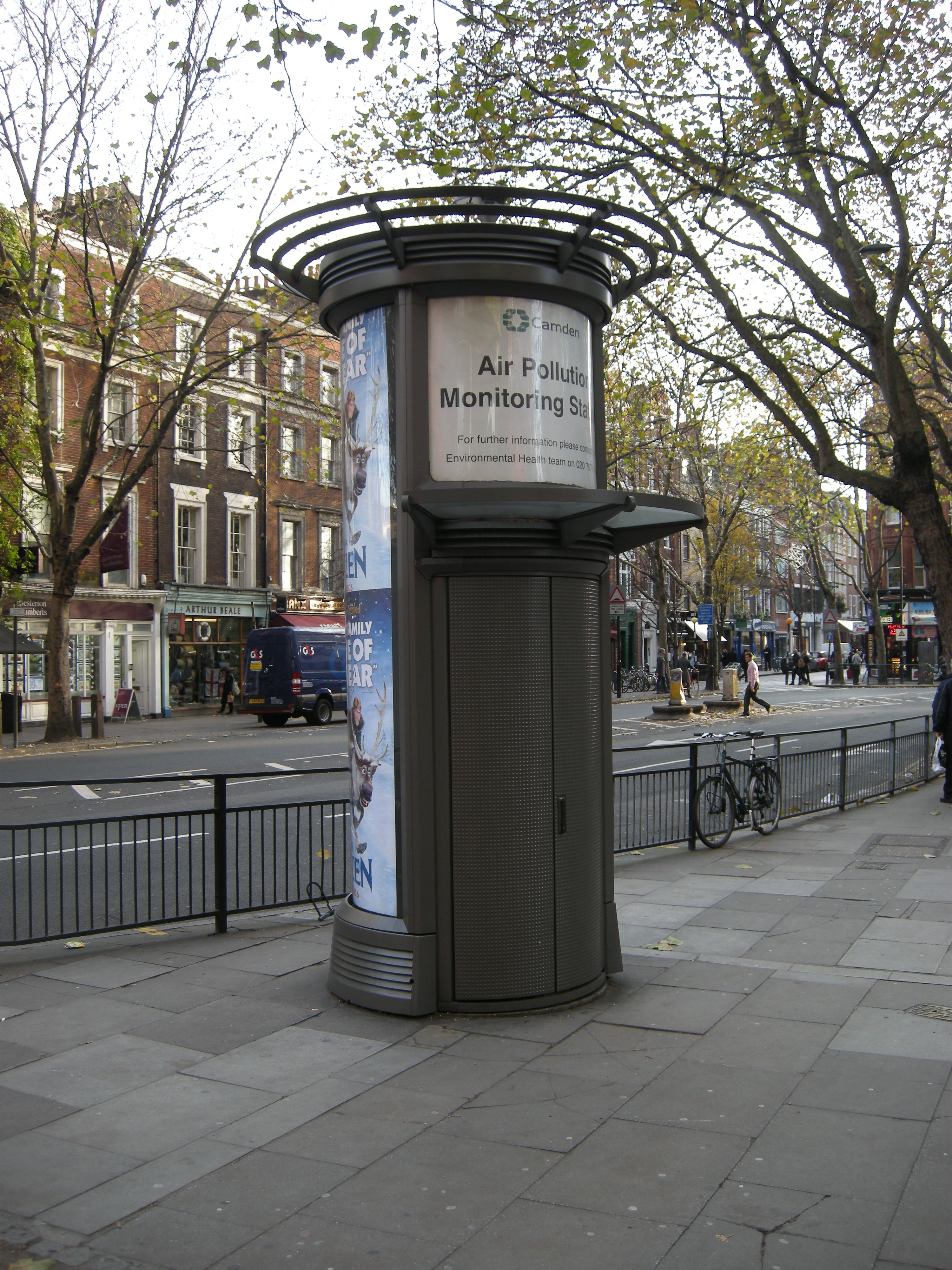
イギリス市内に設置された高精度定置センサー

大型で高精度、かつ非常に高価なセンサー。保健当局による中核的なセンサーネットワークを構成するセンサーである。
主に国内の大都市の中、主要駅などの人口集中エリアにそれぞれ設置され、広域ネットワークを構築し、国内の大気汚染の全体像を取得するために用いられる。
イギリスではLondon Air Quality Network、Automatic Urban and Rural Network（AURN）と呼ばれるモニタリングシステムが稼働している。アメリカにおいては1万基以上の高精度モニターが各地に設置されAQSシステムを構築しており、大気の監視を行っている。また欧州環境庁では3500基からなる大気質データを収集している。
現時点においては、空気質指数（AQI）の算出に使われるのは主にこのタイプのセンサーネットワークから得られた情報である。

## 主な測定対象
- 二酸化窒素
- 粒子状物質（PM2.5、PM10）
- 硫化水素
- 二酸化硫黄
- 一酸化炭素
- 二酸化炭素
- オゾン
- 揮発性有機化合物（VOC）
- 炭化水素
- アンモニア

といったものが挙げられる。

## 分析
各国で得られた測定データはそれだけでも有用であるが、全世界の各地で得られたすべてをビッグデータとして統合的に分析することで、より深い知見を得ることができる。例えば、IQAirと国連は協働プロジェクトUrban Air Action Platformを立ち上げている。

## 歴史

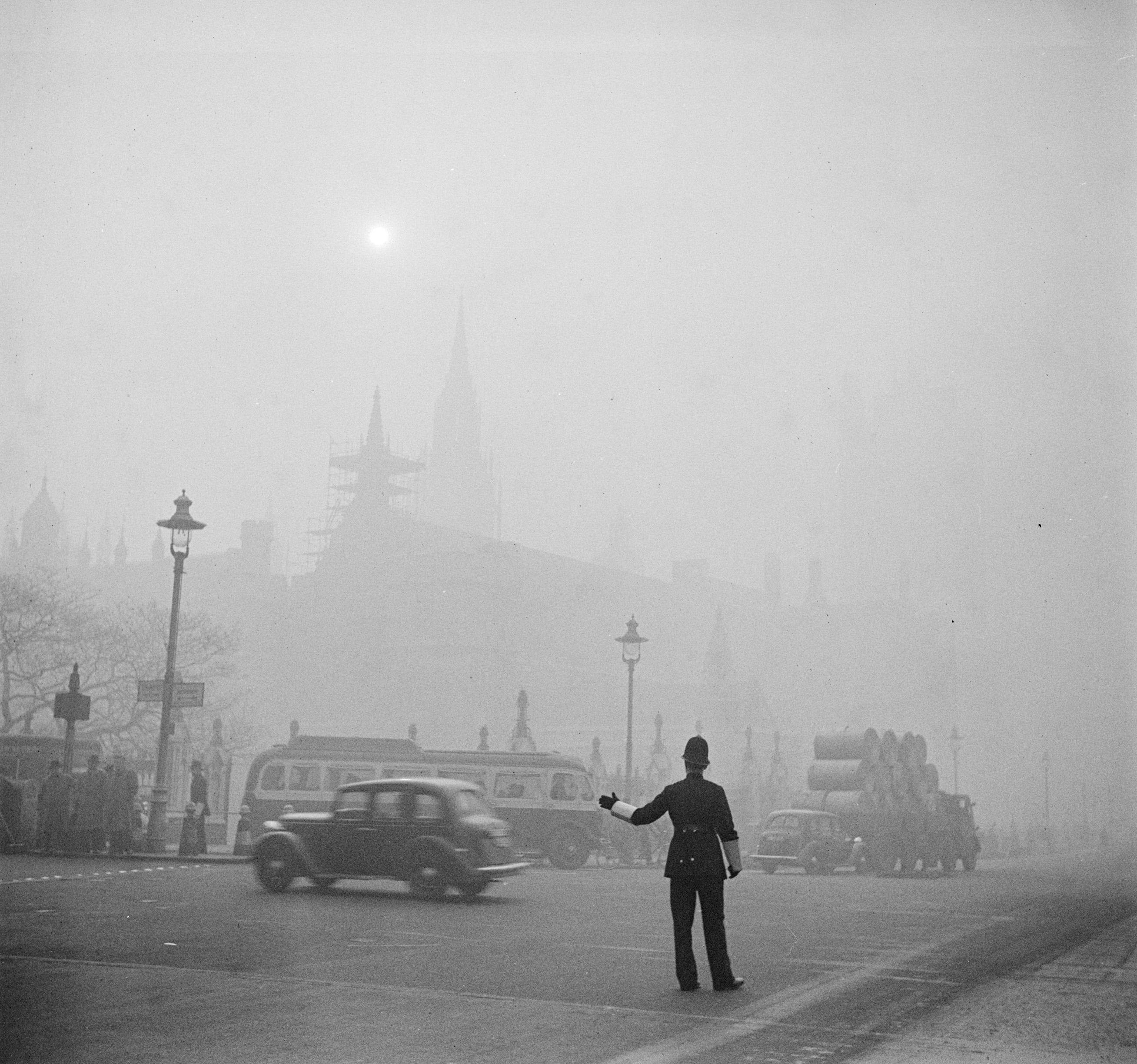
ロンドンのスモッグ

大気汚染モニタリングと清浄な大気が求められるきっかけとなったのは、ロンドンスモッグであった。この大気汚染は1万2,000人もの死者を出し、またアメリカでもドノラ事件（ドノラスモッグ）が発生し、6,000人近い被害者を出している。こうした大気汚染に起因する犠牲が清浄な空気というものを人々に考えさせる機会を与えた。

## 各国の状況
日本
日本では、都道府県および一部の政令市が大気汚染防止法に基づくモニタリングを行うことが定められていて、これらの県・市のほか一部の市町が測定局を設置している。そして、環境省はこれらの測定値や注意報発表状況のデータを収集しインターネットで公表する「環境省大気汚染物質広域監視システム」（愛称:そらまめくん）を提供している。汚染の程度は、平時は測定数値そのもの（生データ）として提供され、濃度が高まったときのみ注意報などの形で周知される。そらまめくんは2000年度に関東1都7県からの情報収集で開始し、後に全都道府県へ拡大している。東京都のように測定データを独自のサイトで公表しているところもある。
大気汚染に関する注意喚起は「光化学スモッグ注意報」などの大気汚染注意報の発表、および暫定的な指針に基づくPM2.5の注意喚起により行われている。

## ギャラリー

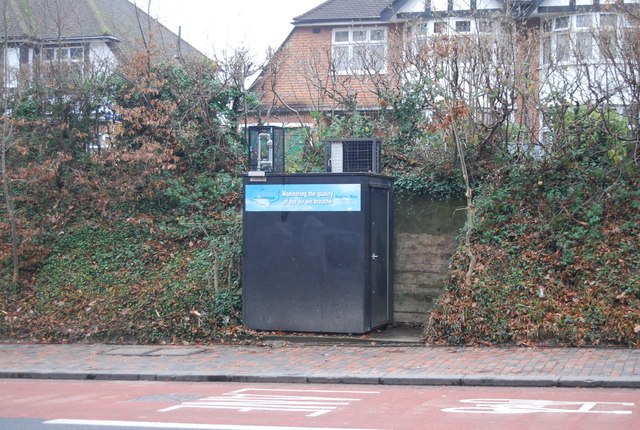
住宅地に設置されたモニタリングステーション
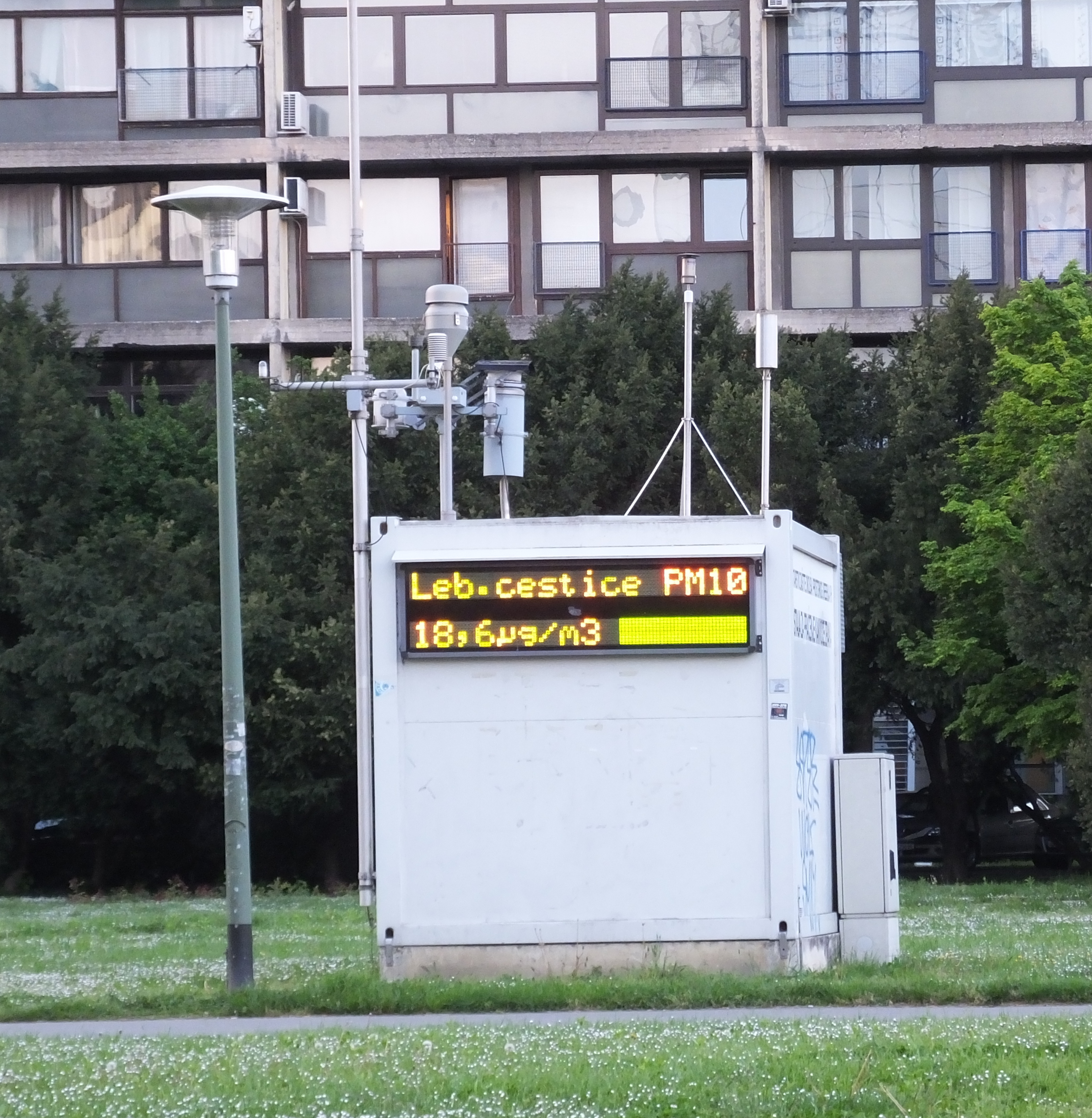
リアルタイムでPM10の数値を表示している
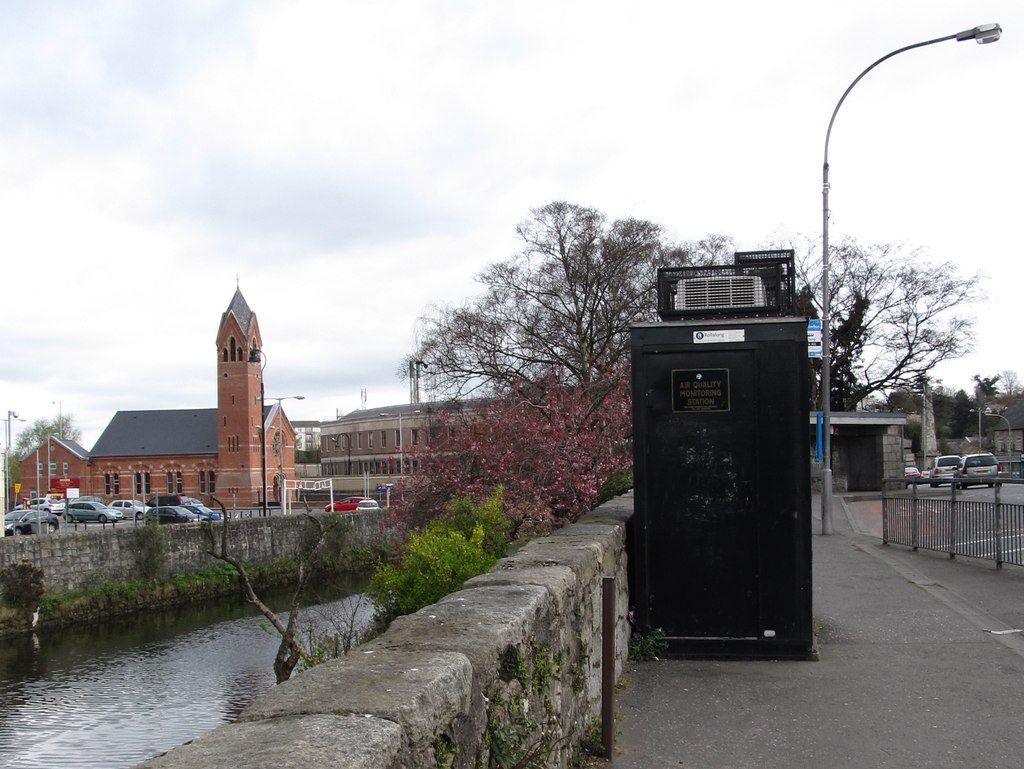
エアクオリティモニタリングステーション
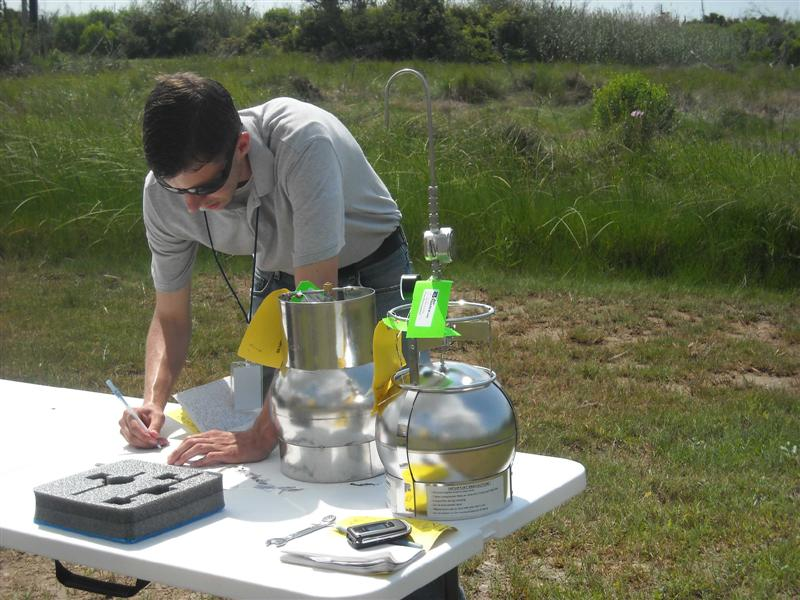
屋外でのモニタリング
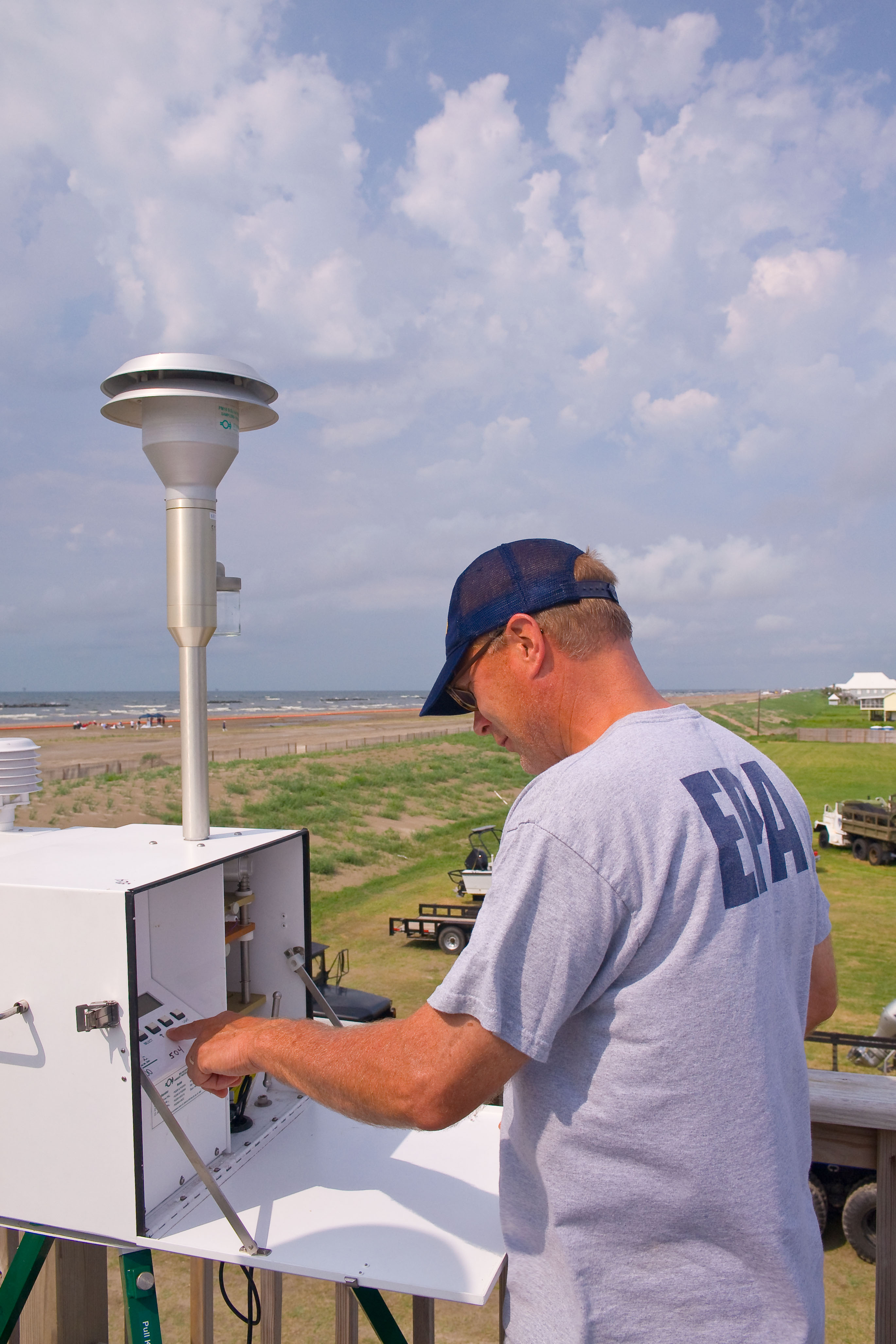
EPA職員によるモニタリング